# Robert Abernethy
Pour les articles homonymes, voir Abernethy.
Ne doit pas être confondu avec Robert Abernathy.
Robert James Abernethy (né en 1971) est un nageur australien spécialiste dans la nage libre.
Il a reçu le 23 juin 2000 la médaille australienne des sports.